# Rāmganj
Rāmganj är en ort i Bangladesh.   Den ligger i provinsen Chittagong, i den sydöstra delen av landet, 80 km sydost om huvudstaden Dhaka. Rāmganj ligger 14 meter över havet och antalet invånare är 55 241.
Terrängen runt Rāmganj är mycket platt. Runt Rāmganj är det mycket tätbefolkat, med 1 632 invånare per kvadratkilometer.. Närmaste större samhälle är Rāipur, 10,8 km sydväst om Rāmganj.
I omgivningarna runt Rāmganj växer i huvudsak blandskog.